# Racing for Holland

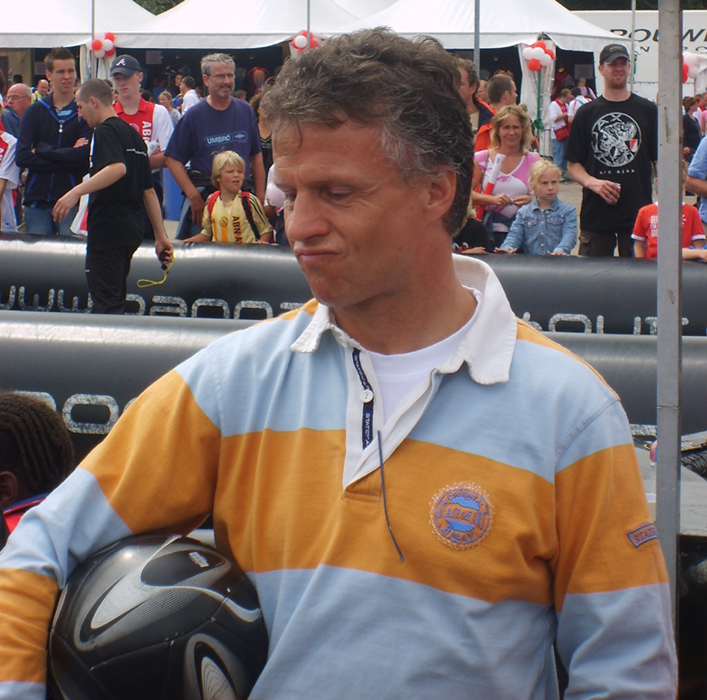
Jan Lammers

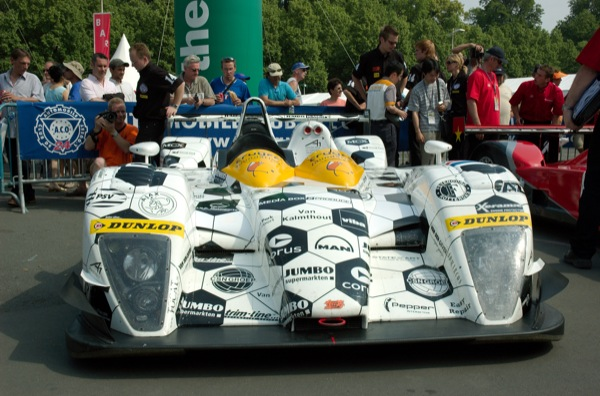
La Dome S101Hb aux 24 Heures du Mans 2006.

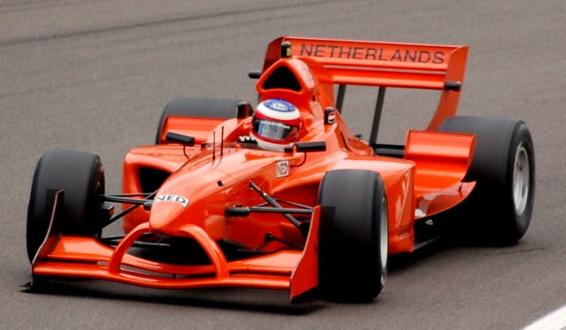
Jeroen Bleekemolen en A1 Grand Prix à Zandvoort en 2006

Racing for Holland est une écurie de course néerlandaise fondée par le pilote Jan Lammers en 1999.
L'écurie est spécialisée dans les courses d'endurance comme les 24 Heures du Mans et les Le Mans Series. Les principaux titres sont deux victoires en FIA Sportscar en 2002 et 2003. Elle participe à l'aventure A1 Grand Prix de 2005 à 2009 puis 
s'associe en 2010 au PSV Eindhoven pour courir en Superleague Formula.

## Palmarès
- FIA Sportscar
  - Vainqueur du classement pilote en 2002 avec Jan Lammers et Val Hillebrand et en 2003 avec Jan Lammers et John Bosch
  - Vainqueur du classement par équipes 2002 et 2003

## Anciens pilotes
| - Jeroen Bleekemolen - John Bosch - Tom Coronel - Stefan Johansson - Donny Crevels |  | - Jan Lammers - Andy Wallace - Justin Wilson - Alex Yoong |